# Mesosemia
Mesosemia es un género de mariposas de la familia Riodinidae.

## Descripción
La especie tipo es Mesosemia philoclessa Hübner, 1819, según designación posterior realizada por Scudder en 1875.

## Diversidad
Existen 122 especies reconocidas en el género, todas ellas tienen distribución neotropical.

## Especies
M. ackeryi

M. acuta

M. adida

M. ahava

M. albipuncta

M. amarantus

M. anceps

M. antaerice

M. araeostyla

M. asa

M. bahia

M. bella

M. carderi

M. carissima

M. ceropia

M. cippus

M. coelestis

M. cordillerensis

M. cymotaxis

M. decolorata

M. dulcis

M. ephyne

M. epidius

M. erinnya

M. esmeralda

M. esperanza

M. eugenea

M. eumene

M. eurythmia

M. evias

M. friburgensis

M. gaudiolum

M. gemina

M. gertraudis

M. gneris

M. grandis

M. harveyi

M. hedwigis

M. hesperina

M. hypermegala

M. ibycus

M. impedita

M. isshia

M. jucunda

M. judicialis

M. kahuapayani

M. kwokii

M. lacernata

M. lamachus

M. lapillus

M. latizonata

M. loruhama

M. luperca

M. lycorias

M. macella

M. machaera

M. macrina

M. maeotis

M. magete

M. mamilia

M. mancia

M. mathania

M. mayi

M. meeda

M. mehida

M. melaene

M. melese

M. melpia

M. menoetes

M. mesoba

M. messeis

M. methion

M. metope

M. metuana

M. metura

M. mevania

M. minos

M. minutula

M. misipsa

M. modulata

M. moesia

M. mosera

M. myonia

M. myrmecias

M. naiadella

M. nerine

M. nyctea

M. nympharena

M. odice

M. olivencia

M. orbona

M. ozora

M. pacifica

M. pardalis

M. phace

M. philocles

M. praeculta

M. putli

M. quadralineata

M. reba

M. rhodia

M. scotina

M. sibyllina

M. sifia

M. sirenia

M. steli

M. subtilis

M. synnephis

M. telegone

M. tenebricosa

M. teulem

M. thera

M. thetys

M. thyas

M. thymetus

M. ulrica

M. veneris

M. walteri

M. zanoa

M. zikla

M. zonalis

M. zorea

## Plantas hospederas
Las especies del género Mesosemia se alimentan de plantas de la familia Rubiaceae. Las plantas hospederas reportadas incluyen los géneros Psychotria, Coussarea, Faramea, Palicourea, Spermacoce.